# Krzysztof Kieślowski
Vous lisez un « bon article » labellisé en 2020.
Krzysztof Kieślowski  (en français : Christophe Kieślowski) est un réalisateur et scénariste polonais, né le 27 juin 1941 à Varsovie où il est mort le 13 mars 1996. Formé à l'École de cinéma de Łódź, il réalise à partir de 1966 une vingtaine de documentaires décrivant la société polonaise de l'époque avant de passer en 1976 à la fiction. Ses longs métrages s'inscrivent dans le courant du cinéma de l'inquiétude morale, mouvement réaliste du cinéma polonais qui traite de questions sociales et aborde des thèmes moraux complexes. Si ses premiers films se caractérisent par une forme ascétique, encore proche du genre documentaire, ses œuvres ultérieures bénéficient d'un traitement visuel sophistiqué.
Kieślowski accède à une large reconnaissance internationale avec la sortie du Décalogue en 1988. Il reçoit de prestigieuses récompenses dont un lion d'or à la Mostra de Venise, un ours d'argent du meilleur réalisateur à la Berlinale, un prix du jury au Festival de Cannes et plusieurs prix FIPRESCI. Les films de sa trilogie Trois Couleurs lui valent également deux nominations aux Oscars de 1995 dans les catégories meilleur réalisateur et meilleur scénario original.

## Biographie

### Jeunesse et éducation

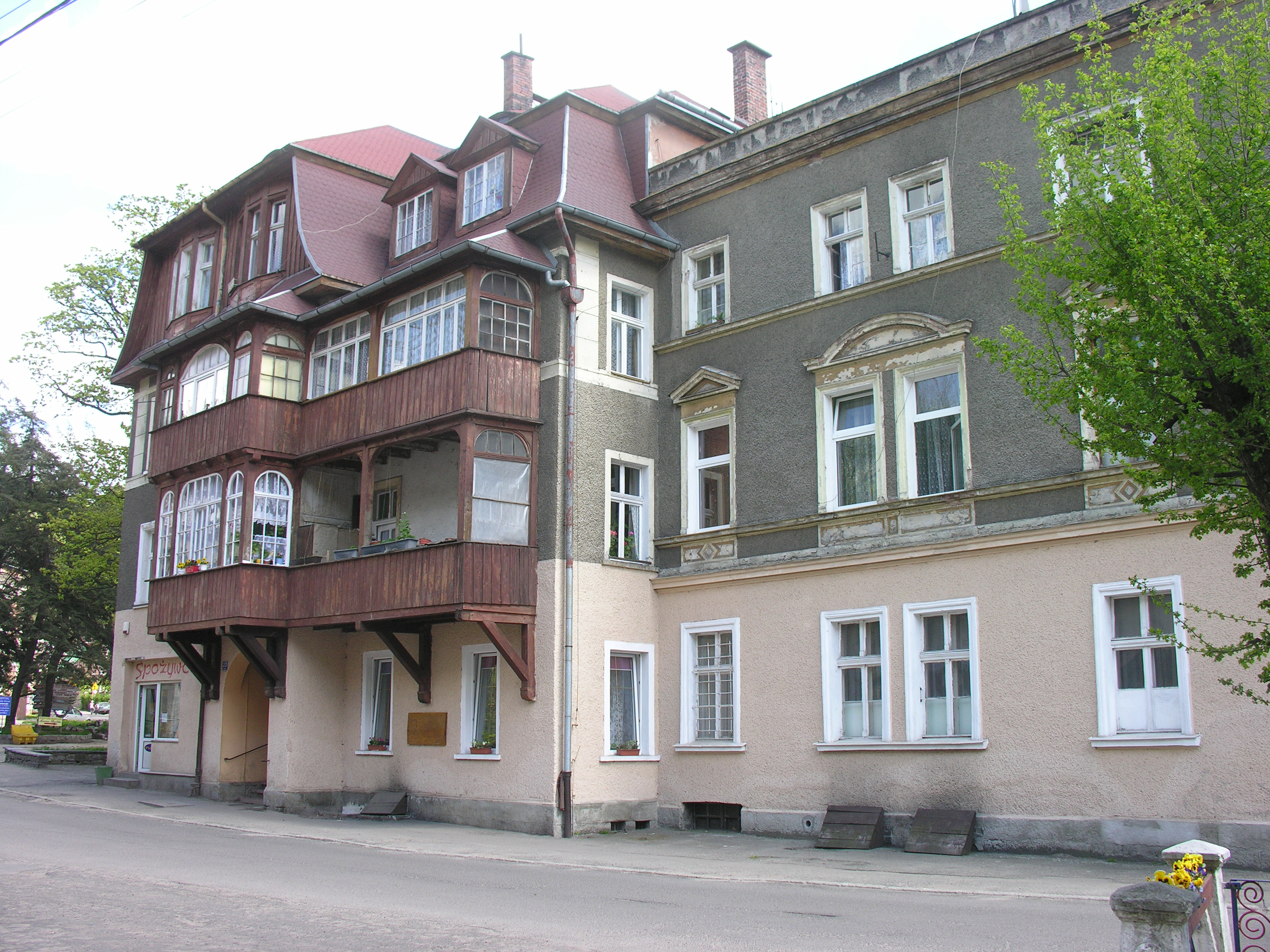
Maison sur la rue Główna, à Sokołowsko, où a habité Kieślowski.

Le père de Krzysztof Kieślowski, Roman Kieślowski, est un ingénieur civil originaire de Volhynie tandis que sa mère, Barbara, née Szonert, travaille comme employée de bureau,. Elle vient de Bydgoszcz et elle est apparentée au Premier ministre de la Pologne d'avant-guerre Felicjan Sławoj Składkowski,,. Roman et Barbara se marient en septembre 1939 et Krzysztof vient au monde le 27 juin 1941 à Varsovie, en Pologne alors occupée par l’Allemagne. L'enfance du jeune Kieślowski est marquée par la maladie de son père, atteint de la tuberculose. La famille déménage souvent de ville en ville, de sanatorium en sanatorium, au Sud de la Pologne avec des séjours plus prolongés à Strzemieszyce (aujourd'hui Dąbrowa Górnicza) et à Sokołowsko,.
À la fin de son enseignement primaire, Krzysztof Kieślowski opte pour une école de pompiers à Wrocław mais abandonne au bout de quelques mois. En 1957, suivant les conseils de ses parents, Kieślowski s'inscrit à l'école du théâtre de Varsovie dont son oncle est le directeur. Pendant ses études, centrées autour de la peinture et du décor et qui durent jusqu'en 1962, il s'occupe de la garde-robe d'acteurs tels que Tadeusz Łomnicki, Aleksander Bardini et Zbigniew Zapasiewicz,. Ayant pris goût au théâtre, il s'oriente vers des études de mise en scène, qui nécessitent cependant un premier diplôme d’études supérieures . Pour l'obtenir, Kieślowski choisit donc l'École nationale de cinéma de Łódź, mais échoue au concours d'entrée à deux reprises avant d'intégrer l'école en 1964. Il en sort en 1968 et obtient son diplôme de réalisateur en 1970,,. Encore étudiant, il épouse Maria Cautillo en 1967 avec qui il a une fille, Marta, née en 1972.

### Carrière de réalisateur

#### Débuts
La carrière cinématographique de Kieślowski commence en 1966 avec deux courts métrages d’étude : Le Tramway, qui raconte l'histoire d'un jeune homme poursuivant le véhicule-titre, réalisé sous la supervision de Wanda Jakubowska, et Le Bureau, qui est une satire de la bureaucratie. En 1967, il réalise Concert de vœux, un court métrage sur une sortie d'entreprise à la campagne, et, en 1968, il signe le film documentaire Le Photographe,. Son mémoire de fin d’études intitulé De la ville de Łódź, écrit en 1969, est consacré à la vie quotidienne des habitants de Łódź,.
« Ce qui m'intéressait en Pologne pendant les années 1970, c'était le monde non représenté. Je voulais décrire ce monde. ».
Kieślowski passe le début des années 1970 à réaliser des documentaires sur la société polonaise contemporaine dans lesquels il accentue les aspects de la réalité par le montage, le son et les choix de prise de vue, ce qui laisse deviner les rouages implicites du système et les sentiments profonds des individus. En 1970, il sort L'Usine, dans lequel le ton optimiste du récit est opposé aux conditions de travail misérables des travailleurs de l'usine d'Ursus. La même année, avec Andrzej Titkow, il réalise J'étais soldat et montre des vétérans de la Seconde Guerre mondiale qui ont perdu la vue pendant le conflit. En 1971 sort Avant le rallye, qui montre les préparatifs du pilote automobile polonais Krzysztof Komornicki pour le Rallye de Monte-Carlo. L'année suivante, Kieślowski réalise Le Refrain, documentaire sur le travail d'un funérarium, et, avec Tomasz Zygadło, Les Ouvriers de 71 : rien sur nous sans nous, montrant le vrai état d'esprit des ouvriers après la prise de pouvoir par Edward Gierek. Ce dernier est par la suite interdit de distribution et n'a été projeté que dans une version censurée,. Le réalisateur lui-même décrit ce film comme le plus politique de sa carrière. La même année, il intègre l'association des cinéastes polonais, dont il est vice-président entre 1978 et 1981. En 1972, il réalise également des documentaires de commande qui montrent le travail des ouvriers d'usine : Entre Wrocław et Zielona Górą, Les Principes de sécurité et d'hygiène dans une mine de cuivre et L'Accueil,,.
En 1973, Kieślowski réalise sa première œuvre de fiction, un moyen métrage d'une demi-heure intitulé Passage souterrain, sur les relations entre un jeune professeur et sa femme qui l'a quitté. Dans ce film improvisé et réalisé en dix jours, les rôles des époux sont joués par Teresa Budzisz-Krzyżanowska et Andrzej Seweryn. La même année, il réalise également un documentaire, Le Maçon, sur un ancien travailleur et militant du Parti ouvrier unifié polonais. En 1974, il met en scène un faux documentaire, Premier Amour, sur un couple de lycéens entrant en âge adulte, et La Radiographie, un documentaire sur des personnes atteintes de maladies pulmonaires,.

#### Documentaires sociaux et premiers longs métrages
Le premier long métrage de Kieślowski, Le Personnel, sorti en 1975, s'inscrit dans le courant du cinéma de l'inquiétude morale. Le protagoniste du film, un jeune idéaliste joué par Juliusz Machulski, travaille dans un théâtre comme tailleur. La direction le force à dénoncer un de ses collègues, et les conflits qui s'ensuivent brisent l'image que le tailleur avait de cette haute institution culturelle. Le Personnel est une expression de la gratitude de Kieślowski envers l’école du théâtre de Varsovie qui lui permit d'avoir un premier travail dans le milieu théâtral. Téléfilm diffusé à la télévision, il est chaleureusement accueilli par la critique et remporte le grand prix du Festival de Mannheim-Heidelberg et le prix du jury au Festival du film polonais de Gdynia. En 1975, Kieślowski réalise également le documentaire Curriculum vitae, qui traite du travail de la Commission de contrôle et dans lequel il recrée la mise en examen d'un travailleur expulsé du parti,. Son dernier travail de 1975 est le documentaire Légende, qui retrace la vie de l'écrivain Stefan Żeromski.

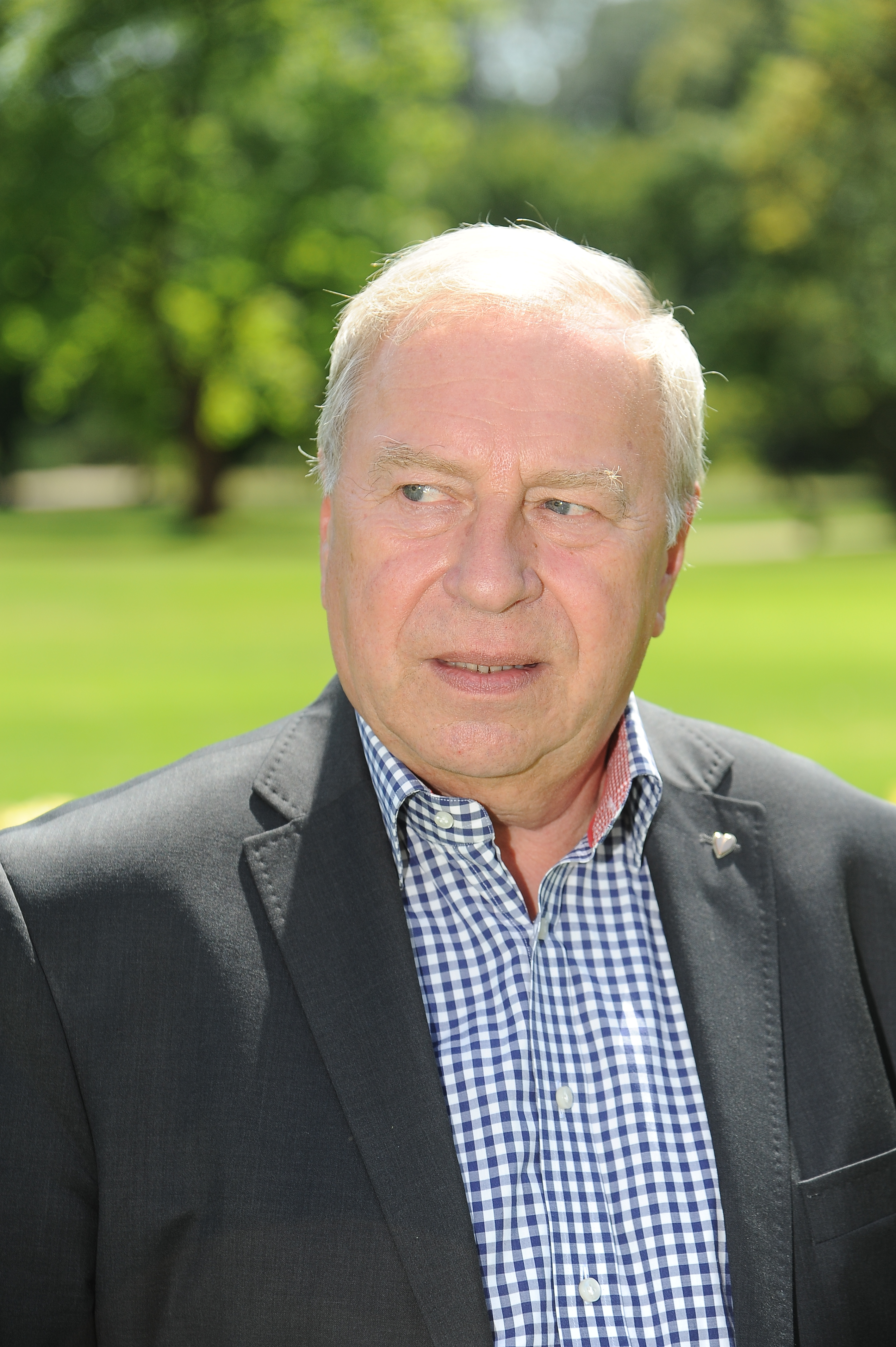
Le film La Cicatrice marque la première collaboration de Kieślowski avec Jerzy Stuhr (ici en 2015) avec qui il a travaillé sur sept projets.

En 1976, Kieślowski réalise le long métrage La Cicatrice, qui met en scène un conflit entre le directeur d'une usine industrielle, joué par Franciszek Pieczka, et ses ouvriers. Le réalisateur considère son film comme un échec, « un curieux genre de réalisme socialiste à rebours », en raison d'un manque de nuance entre les protagonistes et les antagonistes. Les critiques, en revanche, apprécient La Cicatrice, qui est considéré comme un film politique qui expose l'inefficacité de l'économie du pays et la corruption en son sein. Ils critiquent tout de même le film pour certaines faiblesses dramatiques et pour l’insertion jugée artificielle de moments de la vie du réalisateur. Kieślowski se sert de chutes de films de La Cicatrice pour créer Claps, un court-métrage qui compile tous les claps du film. La même année, il réalise un autre long métrage intitulé Le Calme, dont le protagoniste, interprété par Jerzy Stuhr, est un ouvrier libéré de prison qui tente de reprendre sa vie en main. Le Calme est cependant censuré pendant quatre ans. Lorsqu'il est finalement diffusé en 1980, le film est salué par la critique pour son histoire contemporaine qui, d'après-elle, se rapproche des grèves d'août 1980, et ce bien que Kieślowski ait toujours soutenu que son film était apolitique et qu'il racontait simplement « l'histoire d'un homme qui veut très peu, et n'arrive pas à l'avoir »,. 
Entre 1977 et 1978, Kieślowski réalise quatre documentaires. Je ne sais pas raconte l'histoire d'un directeur d'aciérie qui est expulsé de son travail et qui essaye de s'opposer à la corruption dans l'usine ; le film n'est cependant publié qu'en 1981. L'Hôpital traite quant à lui du travail de chirurgiens dans des conditions très défavorables dans une clinique. Point de vue d'un gardien de nuit suit un gardien d'usine aux vues totalitaires. Ce documentaire a reçu le prix FIPRESCI au Festival du film de Cracovie. Enfin, il tourne Sept femmes d'âge différent à propos de sept danseuses.
Kieślowski connaît son premier grand succès avec le long métrage L'Amateur en 1979. Son protagoniste, joué par Jerzy Stuhr, est un cinéaste amateur qui produit des documentaires sociaux contraires à la propagande des autorités et expose les personnages de ses films à des licenciements. Le film acquiert alors une renommée considérable auprès des critiques qui le considèrent comme un traité sur le rôle du cinéma et de l'art dans la vie humaine. Le point culminant montrant le cinéaste pointant la caméra sur lui-même est particulièrement apprécié, tout comme la combinaison d'une intrigue avec une narration au style proche d'un documentaire. Cependant, l'histoire d'amour est jugée mal exécutée et fait l'objet de nombreuses critiques. L'Amateur reçoit la médaille d'or au Festival international du film de Moscou et le lion d'or à Gdynia. En 1980, Kieślowski réalise deux documentaires : Les Têtes parlantes, dans lequel il pose des questions existentielles à des personnes choisies au hasard, et La Gare, dans lequel il filme la gare centrale de Varsovie. Le réalisateur n'en est pas satisfait, car il le considère comme trop rempli de coïncidences, et employant une méthode inappropriée pour raconter des choses intimes. Après cette production, il abandonne le cinéma documentaire.

#### Longs métrages sociaux

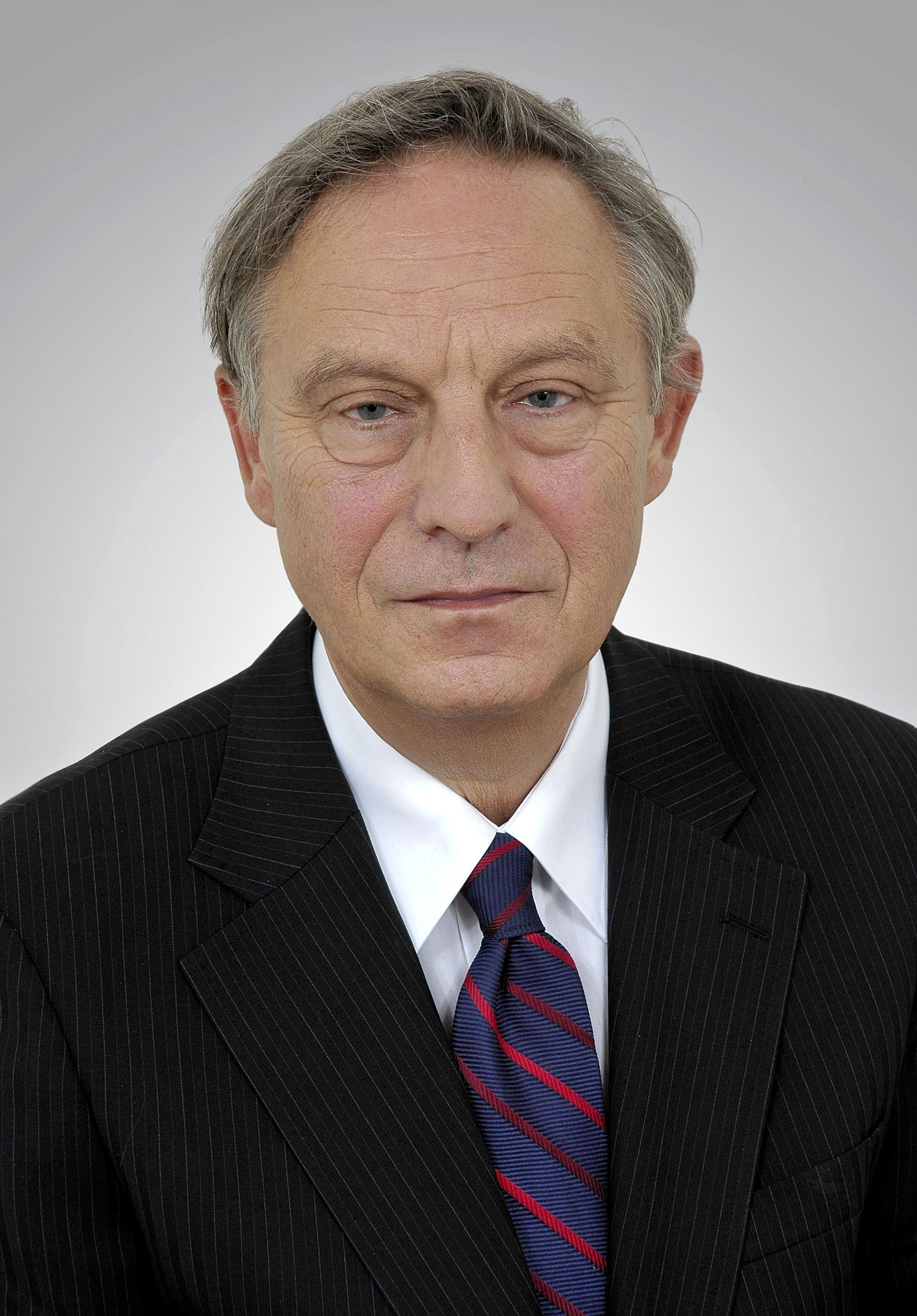
Krzysztof Piesiewicz (ici en 2010) écrit avec Kieślowski tous ses scénarios à partir de Sans fin.

En 1981, Kieślowski réalise deux films. Le premier, Une courte journée de travail, réalisé juste avant la loi martiale en Pologne, se fonde sur un reportage d'Hanna Krall intitulé Vue de la fenêtre du premier étage. Il raconte l'histoire d'un secrétaire du parti communiste qui doit faire face aux ouvriers pendant la grève de 1976. Le réalisateur lui-même considère que ce film est un échec total, car le secrétaire y est représenté de façon schématique, sans avoir osé entrer dans sa psyché. Le deuxième film, Le Hasard, qui n'est sorti qu'en 1987, raconte l'histoire d'un étudiant joué par Bogusław Linda qui décide de partir à Varsovie. Depuis lors, le film montre trois versions des événements : selon que l'étudiant prend ou non le train, il devient un militant communiste, un militant de Solidarność ou un homme non impliqué dans la politique. Dans tous les cas, il subit une défaite. Le film reçoit des avis très différents de la part des critiques. Ils le voient comme un film politique se référant aux événements de la fin des années 1970 et du début des années 1980, avec un fil érotique inutilement étendu. Toutefois, les critiques saluent dans le film la façon de parler du rôle du cas humain et de la vulnérabilité de l'homme face à l'environnement.
En 1984, Kieślowski réalise le film Sans fin, dont le protagoniste est un avocat décédé, interprété par Jerzy Radziwiłowicz, qui revient parmi les vivants pour défendre un travailleur jugé lors d’un procès politique. Au départ, le réalisateur prévoit de faire un film documentaire sur la cour martiale pendant l'état de siège, mais puisque les répressions se sont arrêtées, il décide de faire un long métrage. Il prend contact avec l'avocat Krzysztof Piesiewicz, amorçant une coopération à long terme puisque Kieślowski écrit dès lors tous ses scénarios avec celui-ci. Sans fin est vivement critiqué par la presse du régime, qui accuse le film de montrer une image pessimiste de la Pologne, mais aussi par l'opposition, qui y voit la manifestation d'une certaine forme de collaboration avec les autorités ; le film est également critiqué pour la partialité et l'illogisme de l'intrigue. Ses défenseurs, en revanche, soulignent la justesse de la représentation de la Pologne de 1982, et la pertinence des éléments symboliques du film. À partir de ce moment, Kieślowski s'est aliéné la critique polonaise.

#### Reconnaissance internationale
Malgré l'accueil négatif de Sans fin, Kieślowski continue à créer en Pologne. Krzysztof Piesiewicz lui propose de créer une série de téléfilms, appelée Le Décalogue. L'action de la série, qui consiste en dix films aux morales vaguement inspirées du Décalogue, tourne autour de la vie des habitants d'un lotissement à Varsovie. Les différents films sont liés par la musique, composée par Zbigniew Preisner, ainsi que par une figure d'observateur, joué par Artur Barciś, qui apparaît dans huit des films du cycle. Le Décalogue est accueilli plus favorablement à l'étranger qu'en Pologne. Après sa première en 1989, la série reçoit le prix FIPRESCI à la Mostra de Venise. Deux films du Décalogue sont publiés en version long-métrage. Le premier, Tu ne tueras point, réalisé en 1987, raconte l'histoire d'un jeune homme joué par Mirosław Baka condamné à mort pour meurtre. Après avoir été projeté au Festival de Cannes, le film reçoit des avis enthousiastes de la part de la critique française, qui le salue comme un chef-d'œuvre et trouve dans l'esthétique de Kieślowski un sujet métaphysique. Tu ne tueras point a reçu le prix FIPRESCI à Cannes, le lion d'or à Gdynia et le prix du cinéma européen du meilleur film, décerné pour la première fois. Le film a eu un tel impact qu'il a joué un rôle important dans la suppression de la peine de mort en Pologne. Le long métrage suivant, Brève histoire d'amour, publié en 1988, raconte l'histoire d'un jeune homme interprété par Olaf Lubaszenko qui tombe amoureux d'une femme d'âge mûr jouée par Grażyna Szapołowska. Ce film est également salué par la critique, remportant un autre prix FIPRESCI au Festival international du film de Saint-Sébastien et cinq prix à Gdynia, dont le lion d'or,. En 1988, le dernier documentaire de Kieślowski, La Semaine de sept jours, est publié dans le cadre de la série néerlandaise intitulée La Vie urbaine.
Après le succès du Décalogue, Kieślowski réalise la coproduction franco-polonaise La Double Vie de Véronique, qui est une histoire métaphysique sur deux femmes identiques vivant en Pologne et en France, toutes deux jouées par Irène Jacob. La Double Vie de Véronique reçoit des critiques positives et est récompensé par un autre prix FIPRESCI à Cannes.
L'œuvre de Kieślowski est couronnée par la trilogie internationale franco-polono-suisse Trois Couleurs tournée en 1993 et 1994, qui fait référence au slogan de la Révolution française : « Liberté, Égalité, Fraternité ». Le premier film de la trilogie, Bleu, met en scène Juliette Binoche et raconte l'histoire de la femme d'un compositeur de renom qui, après avoir perdu sa famille dans un accident de voiture, s'enfonce dans une profonde solitude. Bleu reçoit un accueil positif de la part des critiques, et remporte le lion d'or à Venise et trois césars. Le deuxième film de la trilogie, Blanc, traite d'un coiffeur polonais interprété par Zbigniew Zamachowski, qui est abandonné par sa femme française et tente de se venger d'elle. Malgré la déception des critiques face au changement de style du réalisateur et à l'intrigue jugée superficielle, Blanc reçoit l'Ours d'argent pour la réalisation au Festival international du film de Berlin,. Le thème du dernier film de la trilogie, Rouge, est la solitude. L'avis des critiques est très positif, et ceux-ci ont salué la cinématographie de Piotr Sobociński et la façon dont l'histoire est racontée,. Rouge est nommé pour un oscar dans trois catégories, et avait également de bonnes chances de recevoir la Palme d'or à Cannes, finalement remportée par Pulp Fiction de Quentin Tarantino.

### Autres travaux

#### Enseignement
Au cours de sa carrière, Kieślowski enseigne le cinéma et l'écriture de scénarios dans plusieurs universités et dans plusieurs pays. Il commence en Pologne, à l'université de Silésie, entre 1979 et 1982 avant de donner des cours à l'université libre de Berlin en 1984, à Helsinki en 1988, en Suisse en 1985, 1988 et 1992 et à Łódź entre 1993 et 1996.

#### Théâtre
Fin 1977, il fait ses débuts comme metteur en scène de théâtre en produisant la pièce Curriculum vitae à partir de son propre film documentaire. Il collabore avec l'émission de Telewizja Polska Teatr Telewizji pour mettre en scène trois pièces à la télévision : Le Joueur d'échecs de Stefan Zweig en 1972, Deux sur une balançoire de William Gibson en 1976 et Le Fichier de Tadeusz Różewicz en 1977,,.

### Retraite et décès prématuré

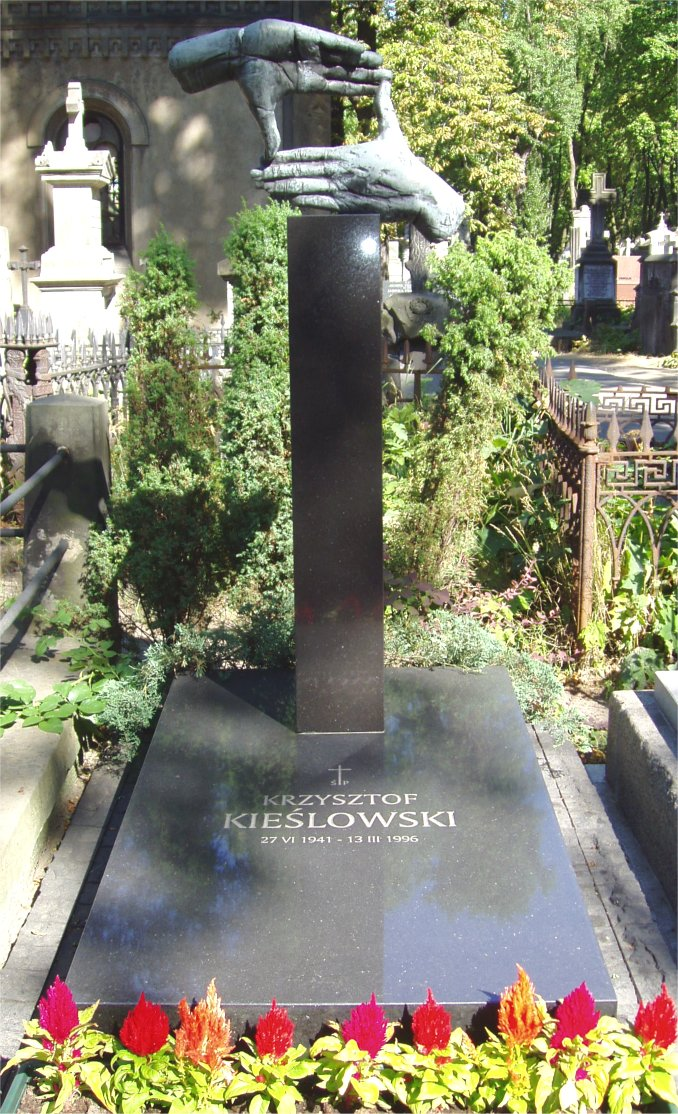
La tombe de Krzysztof Kieślowski au cimetière de Powązki, à Varsovie.

Après Rouge, Kieślowski décide d'arrêter les tournages. Il déclare alors en avoir assez du cinéma : 

« Tourner est pour moi un stress trop lourd, trop disproportionné par rapport à la satisfaction que cela procure. Le plaisir de faire un film se paie très cher, trop cher. »

Il dit alors vouloir se concentrer sur l'enseignement et l'écriture de scénarios. Durant les derniers mois de sa vie, Kieślowski prépare avec Krzysztof Piesiewicz le scénario d'une nouvelle trilogie. À l’été 1995, il a sa première crise cardiaque et connaît des problèmes de cœur de plus en plus fréquents.
Il meurt le 13 mars 1996 dans un hôpital de Varsovie après une opération au cœur, et est enterré le 19 mars 1996 au cimetière de Powązki à Varsovie,. La sculpture de sa pierre tombale, qui montre les mains du réalisateur formant un cadre, a été conçue par Krzysztof M. Bednarski.

## Analyse de l'œuvre

### Influences
Bien que son style soit très singulier, la cinématographie de Krzysztof Kieślowski est souvent comparée aux œuvres de réalisateurs tels qu'Ingmar Bergman, Robert Bresson ou Roberto Rossellini. Dans une interview pour L'Express, Kieślowski déclare préférer la littérature au cinéma, considérant même ce dernier comme un média et non un art. Selon lui, les seuls exceptions sont les films de Charlie Chaplin et La strada de Federico Fellini. En littérature, Kieślowski désigne Fiodor Dostoïevski, Thomas Mann, Franz Kafka et Albert Camus comme les écrivains les plus importants pour lui.
En 1992, Kieślowski rédige pour le magazine Sight and Sound une liste de dix films ayant affecté sa vie, classés sans ordre particulier : La Strada de Fellini, Kes de Ken Loach, Un condamné à mort s'est échappé de Robert Bresson, Le Péché suédois de Bo Widerberg, Éclairage intime d’Ivan Passer, L'Enfance d'Ivan d'Andreï Tarkovski, Les Quatre Cents Coups de François Truffaut, Citizen Kane d'Orson Welles, Le Kid de Charlie Chaplin et Musiciens du dimanche de Kazimierz Karabasz. Karabasz fait partie des réalisateurs polonais des années 1950 à avoir créé un style de documentaire montrant l'envers du décor officiel en Pologne et enseignait à Łódź, l'influençant particulièrement. Kieślowski rédige un hommage à celui-ci et à Musiciens du dimanche pour la revue Positif quand elle lui demande un texte sur un film ou un metteur en scène l'ayant particulièrement marqué.

### Style

#### Dans ses documentaires
Dans son travail de diplôme, Kieślowski présente déjà les caractéristiques de base de ses documentaires. Il considère alors que le documentaire montre des événements réels et qu'il n'est donc pas nécessaire de transformer la réalité pour atteindre son but. Le principal objectif de ses premières réalisations est de confondre documentaire et fiction afin d'atteindre une œuvre aussi réaliste que possible. Kieślowski recherche alors une représentation précise de la réalité, en y incluant les caractéristiques propres au long métrage.
La phase documentaire du travail de Kieślowski est caractérisée par sa sensibilité au sort d'autrui et sa capacité à observer le monde de près. Il ne juge pas les protagonistes de ses films, leur permettant de juger par eux-mêmes ce qui leur arrive ainsi que leurs valeurs. Ses documentaires ont également mis en évidence les failles du système communiste répressif, qui ne reconnaissait pas l'individualité.
Kieślowski abandonne finalement le documentaire en remettant en question l'éthique de sa façon de travailler : « plus je m'approchais du centre, de l'intime des personnages, plus j'avais peur. Parce que c'est ce que je cherchais, et qu'en même temps je le refusais à la caméra ». Dans son livre, Vincent Amiel prend pour exemple Premier Amour, dans lequel Kieślowski capture les larmes d'un jeune homme alors qu'il est à l'hôpital. Amiel parle de ces pleurs comme de « prix du film » pouvant « révéler le pur secret de chacun » mais faisant également la « part obscène » du film. Kieślowski réfléchit dès lors au sens du documentaire, et en vient à la conclusion que, puisque ces pleurs existent et qu'ils n'ont rien de fictionnels, il est plus éthique de les faire jouer par un acteur.

#### Dans ses longs métrages
La première phase de la carrière cinématographique de Kieślowski ressemble à son approche du documentaire. Kieślowski s'exprime alors en décrivant la Pologne au tournant des années 1970 et 1980. Dans ses films des années 1970, les thèmes autobiographiques sont fortement présents, notamment avec Le Personnel et L'Amateur. Dans ceux-ci, Kieślowski fait état de sa déception face au monde du théâtre ainsi que la découverte des dangers qui se cachent derrière la réalisation de documentaires. Dans L'Amateur, le point de vue du réalisateur sur le monde est revisité, et le protagoniste décide finalement d'apprendre à se connaître lui-même. Les protagonistes des films Le Calme, Le Hasard et Sans fin, tous suivant une thématique sociale, s'efforcent à rester neutres et à être purs moralement face aux problèmes sociopolitiques de la Pologne, ce qui les conduit à leurs pertes. Lorsque Kieślowski met ses personnages face au régime communiste dans La Cicatrice, Une courte journée de travail et Le Hasard, il crée des gens honnêtes, aux intentions pures, tandis que le système politique fait preuve de mesquinerie et tente de les isoler de la société. Enfin, dans Sans fin, Kieślowski abandonne la représentation de la réalité au profit d'une image métaphorique de la société polonaise, sans jamais montrer le pouvoir.
La deuxième phase du réalisateur, qui commencent avec Le Décalogue, se concentre sur des questions métaphysiques. Dans Le Décalogue, Kieślowski se coupe finalement de la politique et tente de poser des questions morales universelles, tout en s'écartant des réalités de la Pologne contemporaine. Cette transformation amène le réalisateur à créer son propre monde, distinct, en raison de l'absence de toute réalité. Dans La Double Vie de Véronique, il existe un lien spécial entre les deux protagonistes, qui permet à ces dernières de ne pas répéter les erreurs de l'autre. La trilogie des Trois Couleurs, quant à elle, traite des différentes formes d'amour dans le monde rationnel de la fin du XXe siècle, alliant le mélodrame au cinéma d'auteur et à l'inspiration postmoderne sur un plan proche du kitsch. Bleu reprend la formule dramatique en la mélangeant au mélodrame classique, en montrant en même temps le processus d'ébranlement de l'humain face à la tragédie familiale. Blanc, à son tour, est une série de citations et d'allusions aux classiques du cinéma. Rouge, qui est le film le plus éloigné de la réalité et le plus métaphorique du réalisateur, clôt l'histoire des protagonistes du triptyque tout en réfléchissant sur le rôle significatif du hasard dans la vie humaine.

#### Esthétique
Les documentaires ainsi que les premiers longs métrages de l'œuvre de Kieślowski montrent la Pologne dans toute sa laideur, mettant en valeur son paysage incolore. Les premières œuvres de Kieślowski se distinguent ainsi par leur forme ascétique, la représentation froide de la sombre réalité de la République populaire de Pologne et l'absence de différences entre les personnages principaux et les figurants.
Dans Le Décalogue, Kieślowski commence à utiliser des traitements visuels plus sophistiqués, par exemple en étoffant l'arrière-plan des scènes ou en utilisant l'éclairage pour créer du contraste. Il utilise également un certain nombre d'insinuations dans ses intrigues, ce qui fait par exemple du Décalogue une œuvre contemplative au rythme lent. À cet égard, la critique française Véronique Campan a décrit Kieślowski comme « un directeur de l'inactivité, de l'ennui, de la lenteur » et « le maître des descriptions ».
Le film La Double Vie de Véronique est un tournant dans l'esthétique du réalisateur. Kieślowski commence à créer sa propre réalité, de sorte que le monde qu'il filme devienne pittoresque, prenant un charme et un style ressemblant aux publicités imprimées et télévisées de l'époque. Alors que le réalisateur se concentre sur les visages des personnages principaux, leurs plus petits gestes prennent un sens.
La musique de ses films a également connu des changements notables. Au début de son travail, Kieślowski utilise une bande sonore parcimonieuse, pas nécessairement liée à la dramaturgie du film. Ce n'est qu'à partir de Sans fin que le réalisateur entame une coopération permanente avec le compositeur Zbigniew Preisner, qui se traduit par un changement musical. Celle-ci contribue dès lors au renforcement de la dramaturgie et entre en harmonie avec l'image.
Kieślowski accorde également une grande attention au montage de ses films. Après le tournage, il découpe souvent de grands fragments du film, créant ainsi des insinuations et des mystères dans l'intrigue.

### Thèmes
La vie en Pologne est un thème récurrent de la cinématographie de Kieślowski : « Je ne pensais même pas à la politique, mais à la vie ordinaire, quotidienne. Je ressentais une indifférence mutuelle derrière des sourires polis et j'avais l'écrasante impression que, de plus en plus souvent, je regardais des gens qui ne savaient pas vraiment pourquoi ils vivaient ». Le Décalogue montre de ce fait un hôpital décrépit, une économie misérable et des tours de logements ; « le plus beau lotissement de Varsovie » d'après Kieślowski, « elles ont l'air assez horribles, alors vous pouvez imaginer à quoi ressemblent les autres ».
Kieślowski s'intéresse également au hasard dans ses films. Vincent Amiel illustre cela par le film Le Hasard, dans lequel « un rien (un train qu'on attrape ou qu'on loupe) modifie le cours complet de la vie d'un homme » bien qu'il juge les choix de cet homme « loin d'être arbitraires ». Il pense cependant que le hasard comme l'entend Kieślowski n'est pas une fin en soi puisque « si l'on poussait jusqu'au bout le principe du hasard […] les états seraient, au bout du compte, similaires ». Enfin, selon Amiel toujours, les « détours imprévisibles de Kieślowski » ne sont pas des accidents mais découlent tous d'une raison ou une autre.

### Rapport avec le régime communiste
Dans les années 1970, le gouvernement polonais est communiste et contrôle les chaînes de télévision polonaises et la production des films. Kieślowski a alors l'habitude d'éviter de prendre position sur des problèmes politiques, et parle de ses films comme d’œuvres apolitiques. Cela ne l'empêche pas de voir certains de ses films censurés, notamment pour son association avec certains réalisateurs vus d'un mauvais œil par le Parti ouvrier unifié polonais.

« Tout est important, sauf la politique. La solitude est importante. Tout comme l'amour, et son absence. Le désespoir, tout. La politique n'est pas, parce qu'elle n'est pas là. Elle n'émerge que dans des situations absurdes et insignifiantes. Ce n'est pas vraiment de la politique, mais plutôt la conséquence de l'inaptitude politique. Il n'y a pas d'eau, les ascenseurs ne fonctionnent pas. Les choses fondamentales de la vie deviennent des problèmes. La vie est organisée de façon mauvaise et stupide. »

— Krzysztof Kieślowski
Le deuxième film de Kieślowski, Le Calme, est, entre autres, interdit de sortie bien qu'il fasse partie d'un mouvement volontairement moins explicite et s’attachant de manière plus pragmatique aux problèmes en Pologne. Le but du film est de montrer que, sous le régime politique de l'époque, un homme ne peut même pas réaliser son souhait d'une vie paisible. En 1995, après le déclin du communisme dans le pays, Kieślowski a déclaré au sujet de la censure : « Nous sommes autorisés à tout dire maintenant, mais les gens ont cessé de se soucier de ce que nous sommes autorisés à dire. La censure liait les auteurs dans la même mesure que le public... Nous étions ensemble, nous et le public, dans l'aversion que nous avions pour un système que nous n'acceptions pas. Aujourd'hui, cette raison fondamentale d'être ensemble n'existe plus. Il nous manque un ennemi ».

## Filmographie
Au total, Kieślowski a écrit et réalisé 48 films, dont onze longs-métrages, dix-neuf documentaires, douze téléfilms et six courts métrages. Il est également crédité à titre posthume pour les scénarios de deux films.
Longs-métrages et télévision
- 1975 : Le Personnel
- 1976 : La Cicatrice
- 1979 : L'Amateur
- 1980 : Le Calme
- 1981 : Une courte journée de travail
- 1981 : Le Hasard
- 1985 : Sans fin
- 1988 : Le Décalogue
- 1988 : Tu ne tueras point
- 1988 : Brève histoire d'amour
- 1991 : La Double Vie de Véronique
- 1993 : Trois Couleurs : Bleu
- 1994 : Trois Couleurs : Blanc
- 1994 : Trois Couleurs : Rouge

## Reconnaissance

### Distinctions

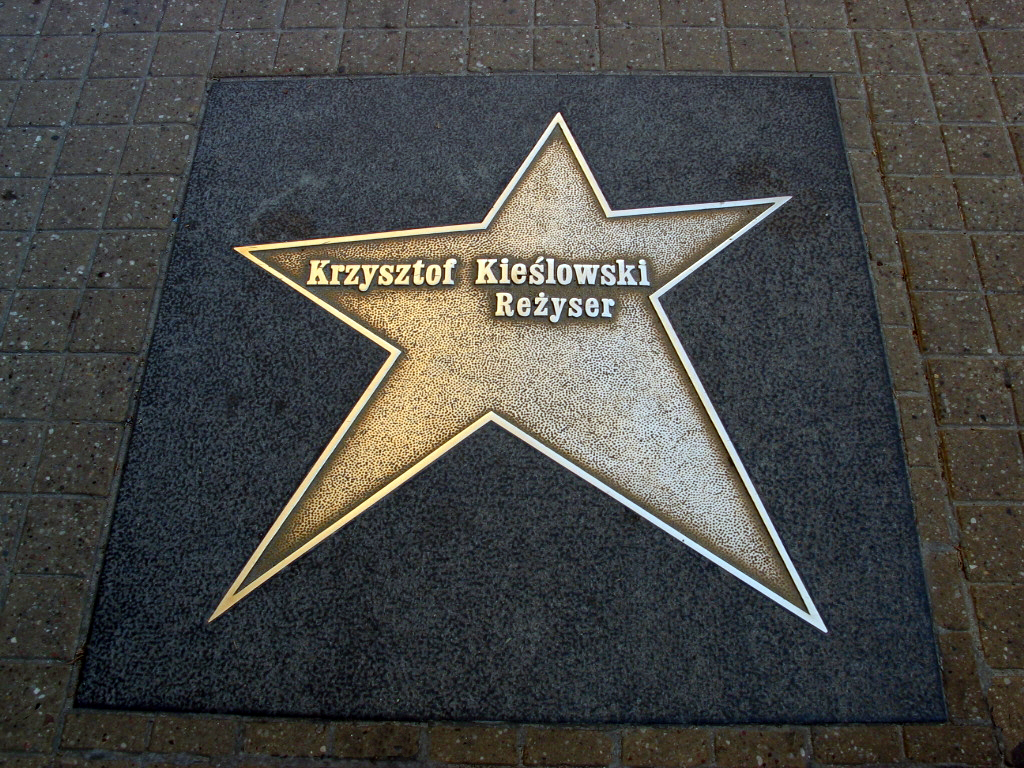
L'étoile de Krzysztof Kieślowski sur l'allée des Célébrités de Łódź, en Pologne.

Krzysztof Kieślowski a reçu d'importantes récompenses et distinctions, en particulier vers la fin de sa carrière. En 1989, il est nommé membre du jury au Festival de Cannes. Il est également nommé en 1990 membre d'honneur de l'Institut du film britannique en reconnaissance de son « apport inestimable à la culture cinématographie ». En 1994, il reçoit le prix Sonning (danois) en reconnaissance de son apport à la culture européenne.
Pour ses films, Kieślowski remporte lors du Festival de Cannes 1988 le prix du jury et le prix FIPRESCI pour Tu ne tueras point,. Le Décalogue remporte également un prix FIPRESCI à la Mostra de Venise 1989 et au Festival de Cannes 1991, avec un prix du jury œcuménique, pour La Double Vie de Véronique,. Enfin, Trois Couleurs : Bleu remporte un lion d'or à la Mostra de Venise 1993 et Kieślowski reçoit l’ours d'argent du meilleur réalisateur pour Trois Couleurs : Blanc,.
Les films de Kieślowski sont également nommés à quatre reprises au Festival de Cannes : en compétition officielle pour Tu ne tueras point, La Double Vie de Véronique et Trois Couleurs : Rouge et dans la catégorie Un certain regard pour Le Hasard. Aux César du cinéma, Bleu et Rouge reçoivent trois nominations chacun ; pour meilleur film, meilleur réalisateur et meilleur scénario original ou adaptation. Aux BAFTA Awards 1994, Rouge est nommé dans les catégories meilleur film en langue étrangère, meilleur scénario original et meilleur réalisateur. Enfin, aux Oscars 1995, Rouge vaut à Kieślowski deux nominations : pour l'oscar de la meilleure réalisation ainsi qu'avec Krzysztof Piesiewicz pour l'oscar du meilleur scénario original.

### Postérité

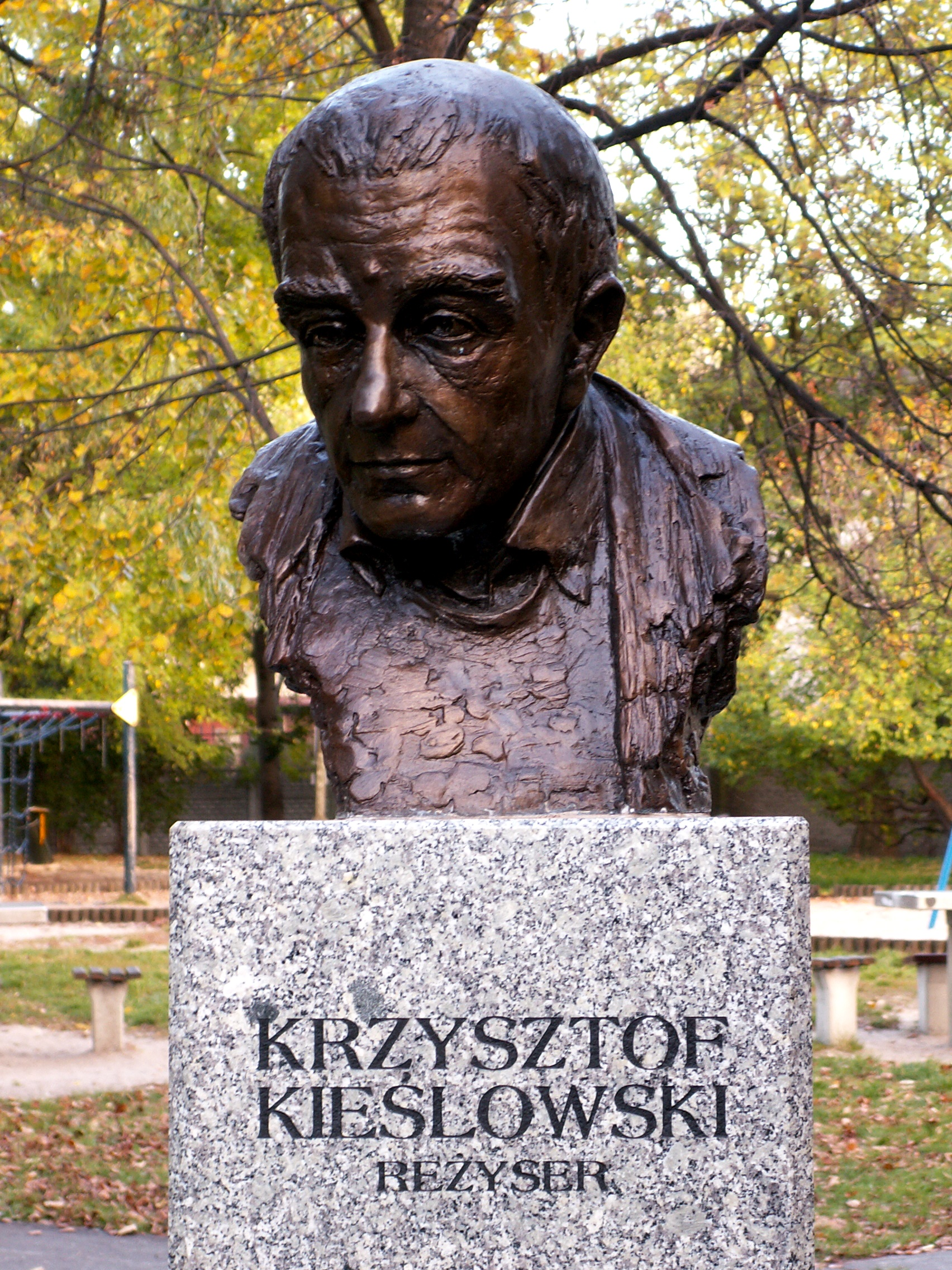
Buste de Krzysztof Kieślowski dans l'allée des Célébrités à Kielce, en Pologne.

Le travail de Krzysztof Kieślowski a eu un impact significatif sur le cinéma. On remarque notamment son influence sur les films de Nuri Bilge Ceylan, Grzegorz Zgliński et Cristian Mungiu,,. Jerzy Stuhr, acteur fétiche de Kieślowski, lui a dédié son film Histoires d'amour, dans lequel il présente quatre hommes et leurs histoires d'amour,. Stuhr a également utilisé un scénario abandonné de Kieślowski pour réaliser le film Le Grand Animal. La cinématographie de Kieślowski a également influencé le travail de Tom Tykwer, qui a utilisé un scénario non utilisé (écrit avec Krzysztof Piesiewicz) pour le film Heaven, destiné à être le début d'une trilogie, dont le deuxième film est réalisé par Danis Tanović en 2006 sous le titre L'Enfer,. Enfin, Emmanuel Finkiel et Julie Bertuccelli, les assistants de Kieślowski pour la trilogie Trois Couleurs, sont tous deux devenus réalisateurs.

### Hommages
En 2001, la faculté de radio et de télévision de l'université de Silésie désigne Krzysztof Kieślowski comme parrain symbolique et le sénat de l'université décide de rebaptiser la faculté du nom du réalisateur.
Depuis 2011, la Fondation d'art contemporain In Situ organise en septembre un festival du film consacré à Kieślowski à Sokołowsko et y projette ses films.
Le 27 juin 2021, jour de son 80e anniversaire, un Google Doodle lui est consacré.